# Rødekro (stacja kolejowa)
Rødekro (duń. Rødekro Station) – stacja kolejowa w miejscowości Rødekro, w regionie Dania Południowa, w Danii. Znajduje się na ważnej linii Fredericia – Flensburg i obsługuje pociągi wszystkich kategorii Danske Statsbaner i Deutsche Bahn.

## Linie kolejowe
- Linia Fredericia – Flensburg
- Linia Aabenraabanen
- Linia Rødekro – Bredebro